# Lacul Alaotra
Lacul Alaotra este cel mai întins lac de pe teritoriul statului Madagascar, în provincia Toamasina, la o distanță de circa 170 km NE de Antananarivo și 7 km nord de Ambatondrazaka. Cuveta lacustră este de origine tectonică și este lung de 40 km și lat de 9. Lacul este alimentat de către râurile Sasomanga și Sahabe dinspre sud, Sahamaloto și Anony dinspre nord-vest și drenat de Maningory la nord-est.

Zona lacului Alaotra este habitatul a peste 80 de specii de păsări dintre care 13 sunt endemice Madagascarului, iar 2 (Tachybaptus rufolavatus și Aythya innotata), endemice pentru zona lacului sunt amenințate, dacă nu chiar dispărute.
Împrejurimile lacului, odată împădurite su fost defrișate, iar în prezent utilizate pe scară largă pentru cultivarea orezului, ceea ce face din zona lacului cea mai importantă regiune de cultură a acetei plante de pe întreg teritoriul insulei.